# Serie CBR de Honda

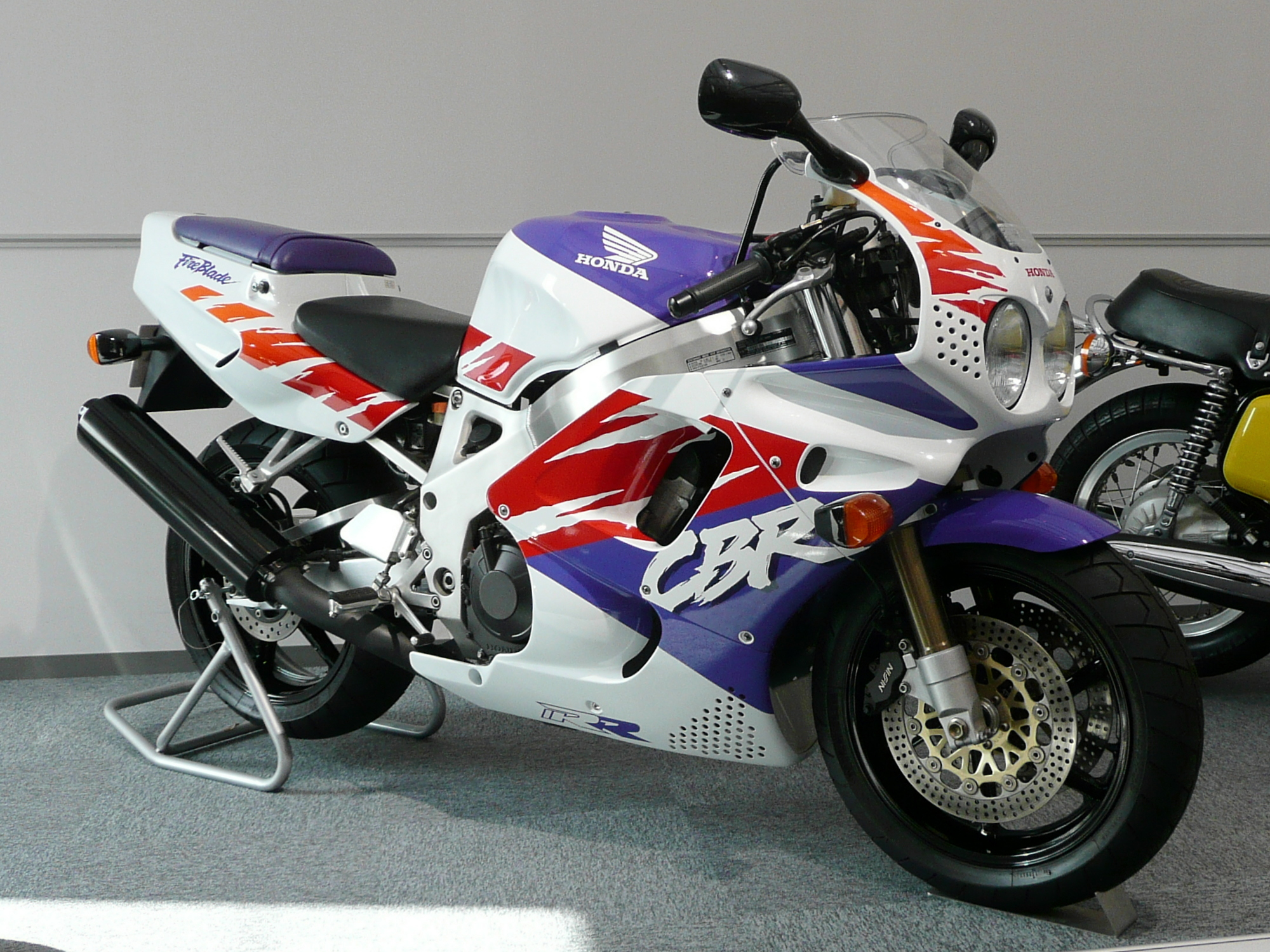
HONDA CBR900RR Fireblade 1992

Las CBR son una serie de motocicletas del fabricante japonés Honda. Originalmente con motores de cuatro cilindros en línea en varias cilindradas, a principios del siglo XXI se incorporaron motores monocilíndricos de baja cilindrada, y nuevos motores de dos cilindros en línea desde el año 2012.

## Modelos
Dentro de esta serie han estado los siguientes modelos: 

### Monocilíndricas
- CBR125R (2004–presente)
- CBR150R (2002–presente)
- CBR250R (2011–2013; 2011–presente en Japón/Malasia/India)
- CBR300R (2015–presente)

### Dos en línea
- CBR250RR (2017–presente)
- CBR400R (2013–presente)
- CBR500R (2012–presente)

### Cuatro en línea
- CBR250/250R/250RR (1986–1996)
- CBR400F/400R/400RR (1983–1994)
- CBR450SR (1989–1990)
- CBR500F (1986–1993)
- CBR600F/600F2/600F3/600F4/600F4i (1987–2006) CBR600F: (2011–2013)
- CBR600RR (2003–presente)
- CBR650F (2014–presente)
- CBR650R (2019)
- CBR750F (1987–1988)
- CBR900RR Fireblade (893 cc: 1992–1995; 919 cc: 1996–1999)
- CBR929RR Fireblade (2000–2001)
- CBR954RR Fireblade (2002–2003)
- CBR1000RR Fireblade (2004–presente)
- CBR1000F (1987–1999)
- CBR1100XX Super Blackbird (1996–2007)